# Шаля-Новина
Шаля-Новина (пол. Szala-Nowina) — польский дворянский герб.

## Описание
В лазоревом поле серебряная ручка от котла, изгибом вниз, с воткнутым в средину её серебряным с золотою рукояткою мечом; поверх него весы с золотыми чашками, а выше с двух сторон по серебряной шестиконечной звезде.
На щите дворянский коронованный шлем. Нашлемник: три страусовых пера, среди них меч острием вправо. Намет на щите лазоревый, подложенный золотом.

## Герб используют
Михаил Квятковский, г. Шаля-Новина, 31.03.1848 жалован дипломом на потомственное дворянское достоинство Царства Польского.